# Rainbow Warrior I
Pour les articles homonymes, voir Rainbow Warrior.
Le premier Rainbow Warrior I (littéralement « Guerrier de l'arc-en-ciel I », nommé d'après une légende amérindienne) est un ancien chalutier de haute mer, racheté par l'ONG écologiste Greenpeace. Il est utilisé par l'association dans les années 1980 pour gêner les essais nucléaires français en cours à cette époque dans le Pacifique, sur les deux îles polynésiennes de Moruroa et Fangataufa.
En 1985, alors que le navire est en route vers Mururoa afin d'entraver ces essais et qu'il est à quai dans le port d'Auckland, en Nouvelle-Zélande, il est coulé par deux agents des services secrets français, déclenchant l'affaire du Rainbow Warrior.

## Carrière
Construit en 1955 à Aberdeen en Écosse en tant que chalutier de Haute Mer, sous le nom de Sir William Hardy, il est utilisé par le ministère de l'agriculture du Royaume-Uni jusqu'en 1977.
Vendu pour 40 000 livres à Greenpeace, il subit quatre mois de travaux pour devenir le Rainbow Warrior, et devient leur premier bateau et navire amiral, mis en service le 29 avril 1978.

## Naufrage
Alors qu'il est à quai dans le port d'Auckland (faisant une halte sur sa route vers Mururoa où il devait gêner les essais nucléaires français pour protester contre leur tenue), les services secrets français, commandités par le ministre de la Défense français Charles Hernu (avec l'autorisation explicite du président de la République française François Mitterrand), font couler le navire au moyen de deux charges explosives placées sous la coque par deux plongeurs sous-marins. Le navire est évacué en pleine nuit par l'équipage après la première explosion, mais le photographe Fernando Pereira, qui faisait partie de l'expédition pour prendre des photos, retourne à bord au moment de la deuxième explosion, et périt dans la coque qui est à moitié submergée.

## Épave
L'épave renflouée sans avoir été réparée, a été coulée après avoir été remorquée et repose à 26 m de profondeur au large de Matauri Bay près des Îles Cavalli. Elle est devenue un site apprécié par les plongeurs.